# توم نيفيل
توم نيفيل (بالإنجليزية: Tom Neville)‏ هو سياسي أيرلندي، ولد في 25 سبتمبر 1975 في ليمريك في جمهورية أيرلندا. حزبياً، نشط في فاين جايل. في 2016 Irish general election ‏، انتخب نائب دييل عن دائرة Limerick County (Dáil constituency) ‏ وقد انضم خلال فترته النيابية ‏ (10 مارس 2016 – ) للكتلة البرلمانية فاين جايل.